# Alexanderband 11
Alexanderband 11 er det elvte album fra den danske satiregruppe Alexanderband.

## Numre
1. "Ny Pave"
2. "Skinketern"
3. "Feeder-sangen"
4. "Hyldest til Linie 3"
5. "Min Onde Tvillingebror"
6. "Möse Schmeckt Viel Besser"
7. "Luk"
8. "Kebab"
9. "Vi Må Dele Kloden"
10. "Tre Røde Roser"
11. "Hizb ut-Tahrir"
12. "Horehus"
13. "Fritzl"
14. "Den Bekvemme Sandhed"
15. "Grindstedværket"
16. "Muskelhund"
17. "Jackson Influenza"
18. "Talentløs"
19. "Posemand Per"
20. "Gud Ser Alt"
21. "Flere reklamer"
22. "Paradise Missionshotel"
23. "Hvad Er Det Værd?"
24. "Sport!"